# Callistethus somai
Callistethus somai är en skalbaggsart som beskrevs av Yuiti Wada 2002. Callistethus somai ingår i släktet Callistethus och familjen Rutelidae. Inga underarter finns listade.